# Xanthé
Pour les articles homonymes, voir Xanthe.
Pour la Néréide, voir Xantho (Néréide).
Xanthé (en grec ancien Ξάνθη / Xánthê) est, dans la mythologie grecque archaïque, une Océanide, fille d'Océan et de Téthys citée par Hésiode dans sa liste d'Océanides.

## Fonctions et étymologie
Xanthé (en grec ancien Ξάνθη / Xánthê) signifie "jaune" ou "jaune-brun". Le nom peut faire allusion à son apparence, signifiant alors "la blonde", ou à sa fonction, Xanthé pouvant donc être soit la Naïade d'un ruisseau boueux, soit la Néphélée des nuages jaunis de l'aube et du crépuscule 
.

## Famille
Ses parents sont les titans Océan et Téthys. Elle est l'une de leur multiples filles, les Océanides, généralement au nombre de trois mille, et a pour frères les Dieux-fleuve, eux aussi au nombre de trois mille. Ouranos (le Flot) et Gaïa (la Terre) sont ses grands-parents tant paternels que maternels.